# Grupo Reisseck
 El Grupo Reisseck o Grupo Reißeck (en alemán: Reißeckgruppe) es una pequeña subcadena montañosa en el estado austriaco de Carintia. Como parte sur del Grupo Ankogel, pertenece a la cordillera High Tauern de los Alpes del Este Central. 

## Geografía
El Grupo Reisseck está separado del Grupo Ankogel del norte por el valle de Dösen, que se extiende al este de Mallnitz hasta el lago alpino Dösener See a una altura de 2 270 m y el desfiladero de Gößgraben hasta el valle del Malta. Su límite oriental está formado por los ríos Malta y Lieser con la ciudad de Gmünd, que lo separa de los Alpes Gurktal (montañas Nock). Al sur, está delimitado por el valle del Möll y el vecino Grupo Kreuzeck. 

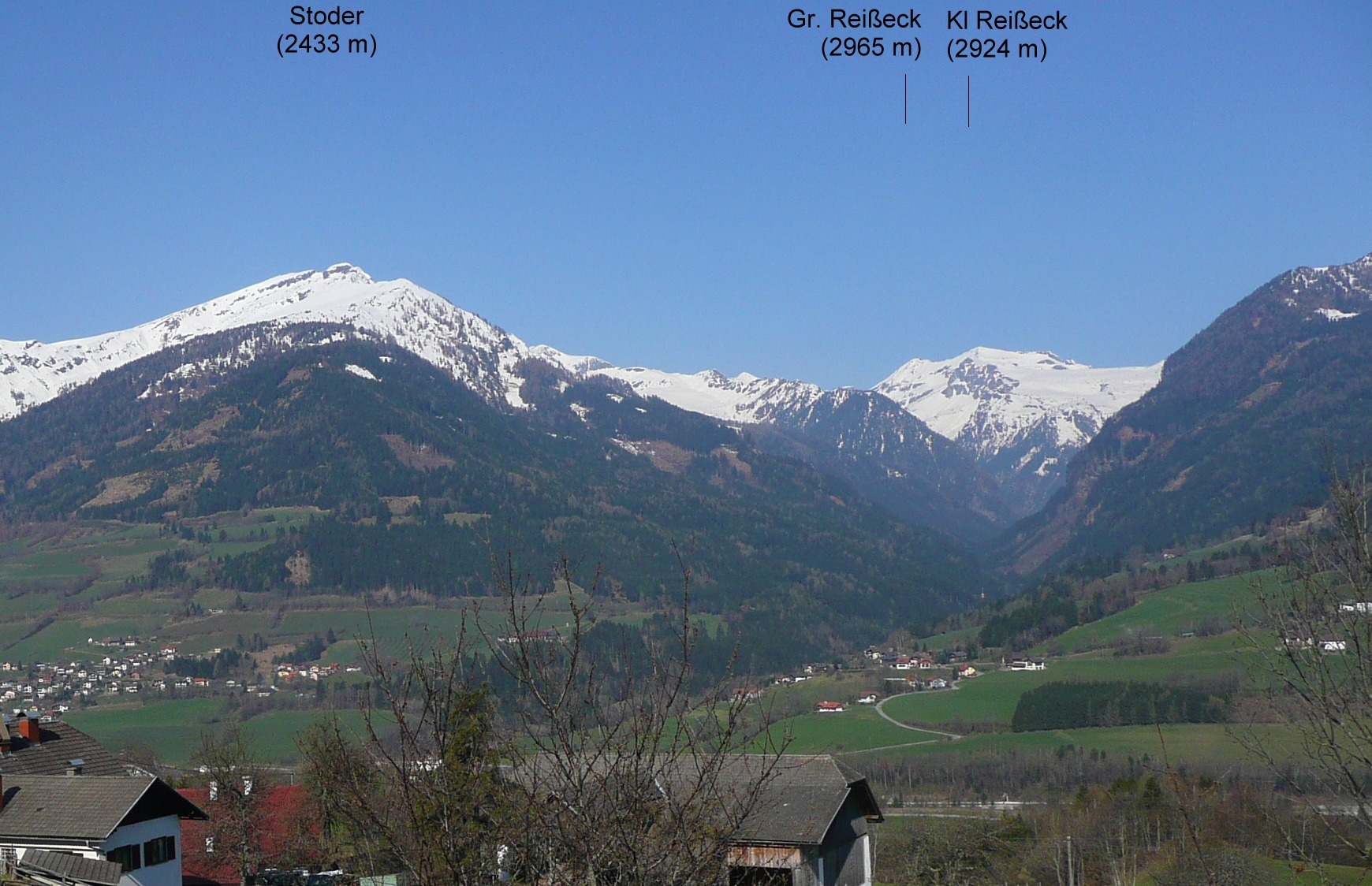
El Grupo Reißeck, con el pico Stoder y el Reißeck

El Grupo Reisseck está formado predominantemente por gneis. El pico más alto en la cordillera es el Reißeck con 2,965 m (AA) Otras cumbres importantes son el Tristenspitz (2,930  m ), el Hohe Leier (2,774  m) y el Gmeineck (2,592  m) El valle de Kaponig, en el noroeste del Grupo Reisseck, forma parte del parque nacional High Tauern desde 2005. 
En el Grupo Reisseck hay numerosos lagos de montaña, de los cuales el Radlsee (Hoher See), el Hochalmsee (Spapniksee), el Zwenberger See y Mühldorfer See son los más importantes. El agua es utilizada por el Grupo Hidroeléctrico Reißeck-Kreuzeck para abastecer las centrales hidroeléctricas en el municipio de Reißeck. Para los turistas, las montañas son accesibles desde el valle del Möll en el funicular Reisseck. Sin embargo, el servicio en la antigua conexión Reisseck Mountain Railway con la meseta de los lagos de montaña se interrumpió en 2014. La antigua zona de esquí ha sido cerrada.

## Literatura
- Manfred Posch: Reißeck, Kreuzeck. Die schönsten Touren. Klagenfurt, 2000, Kärntner Druck- und Verlagsgesellschaft mb H., ISBN 3-85391-176-5
- Michael Krobath, Gerhard Karl Lieb (1 de octubre de 2002). «Der Permafrost in der Reißeckgruppe (Hohe Tauern, Kärnten)». Institut für Geographie und Raumforschung, Universität Graz. Archivado desde el original el 28 de noviembre de 2012. Consultado el 24 de octubre de 2008.

- Datos: Q2142284
- Multimedia: Reißeckgruppe / Q2142284